# Чирка (приток Цильмы)
Чирка — река в России, протекает по Республике Коми. Устье реки находится в 227 км по левому берегу реки Цильма. Длина реки составляет 40 км.

## Притоки
- 2 км: Лиственничная
- 4 км: Чёрная
- 8 км: река без названия
- 8 км: Рубиха

## Данные водного реестра
По данным государственного водного реестра России относится к Двинско-Печорскому бассейновому округу, водохозяйственный участок реки — Печора от водомерного поста Усть-Цильма и до устья, речной подбассейн реки — бассейны притоков Печоры ниже впадения Усы. Речной бассейн реки — Печора.
Код объекта в государственном водном реестре — 03050300212103000078960.